# جان ليكومت
جان ليكومت (بالفرنسية: Jean Lecomte)‏ هو فيزيائي فرنسي، ولد في 5 أغسطس 1898، وتوفي في 28 مارس 1979.